# Liste der Biografien/Wile
Liste der Biografien |
Portal Biografien |
Personensuche
# |
A |
B |
C |
D |
E |
F |
G |
H |
I |
J |
K |
L |
M |
N |
O |
P |
Q |
R |
S |
T |
U |
V |
W |
X |
Y |
Z |
?
 
Wa |
Wc |
Wd |
We |
Wh |
Wi |
Wj |
Wl |
Wn |
Wo |
Wr |
Ws |
Wt |
Wu |
Ww |
Wy |
Wz
 
Wia |
Wib |
Wic |
Wid |
Wie |
Wif |
Wig |
Wih |
Wii |
Wij |
Wik |
Wil |
Wim |
Win |
Wio |
Wip |
Wir |
Wis |
Wit |
Wiv |
Wiw |
Wix |
Wiz
 
Wila |
Wilb |
Wilc |
Wild |
Wile |
Wilf |
Wilg |
Wilh |
Wili |
Wilj |
Wilk |
Will |
Wilm |
Wiln |
Wilo |
Wilp |
Wilr |
Wils |
Wilt |
Wilu |
Wilw |
Wily |
Wilz
Die Liste der Biografien führt alle Personen auf, die in der deutschsprachigen Wikipedia einen Artikel haben. Dieses ist eine Teilliste mit 52 Einträgen von Personen, deren Namen mit den Buchstaben „Wile“ beginnt.

## Wile

### Wilej
- Wilejto, Jadwiga (* 1949), polnische Bogenschützin

### Wilen
- Wilen, Barney (1937–1996), französischer Jazzmusiker (Tenorsaxophon, Sopransaxophon, Komposition)
- Wilén, Erik (1898–1982), finnischer Leichtathlet
- Wilén, Max (1925–1995), schwedischer Kameramann
- Wilenkin, Naum Jakowlewitsch (1920–1991), russischer Mathematiker
- Wilenski, Semjon Samuilowitsch (1928–2016), russischer Schriftsteller und Herausgeber
- Wilenski, Wladimir Dmitrijewitsch (1888–1942), russischer Revolutionär
- Wilensky, Robert (1951–2013), US-amerikanischer Informatiker
- Wilentz, Sean (* 1951), US-amerikanischer Historiker

### Wiles
- Wiles, Andrew (* 1953), britischer MathematikerAndrew Wiles (* 1953)

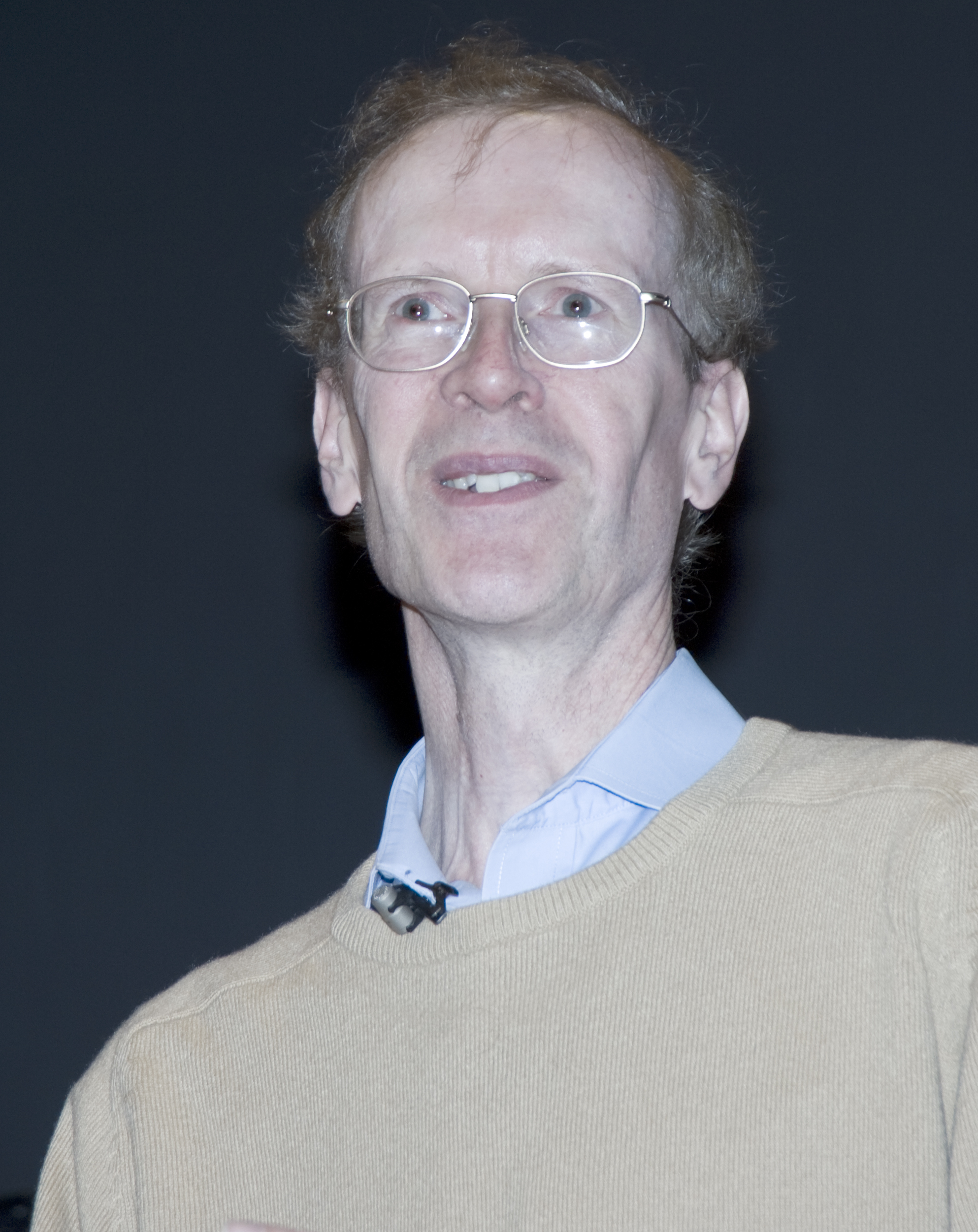
Andrew Wiles (* 1953)

- Wiles, Geoff (* 1944), britischer Radrennfahrer
- Wiles, Gordon (1904–1950), US-amerikanischer Artdirector, Szenenbildner und Filmregisseur
- Wiles, Irving Ramsey (1861–1948), amerikanischer Maler und Illustrator
- Wiles, Jacqueline (* 1992), US-amerikanische Skirennläuferin
- Wiles, Jason (* 1970), US-amerikanischer Schauspieler, Regisseur und Produzent
- Wiles, Michael Shamus (* 1955), US-amerikanischer Schauspieler
- Wiles, Paul, britischer Rechtswissenschaftler und Kriminologe
- Wiles, Siouxsie, Mikrobiologin mit den Schwerpunkten Infektionskrankheiten und Biolumineszenz
- Wiles, Susie (* 1957), US-amerikanische PolitikberaterinSusie Wiles (* 1957)

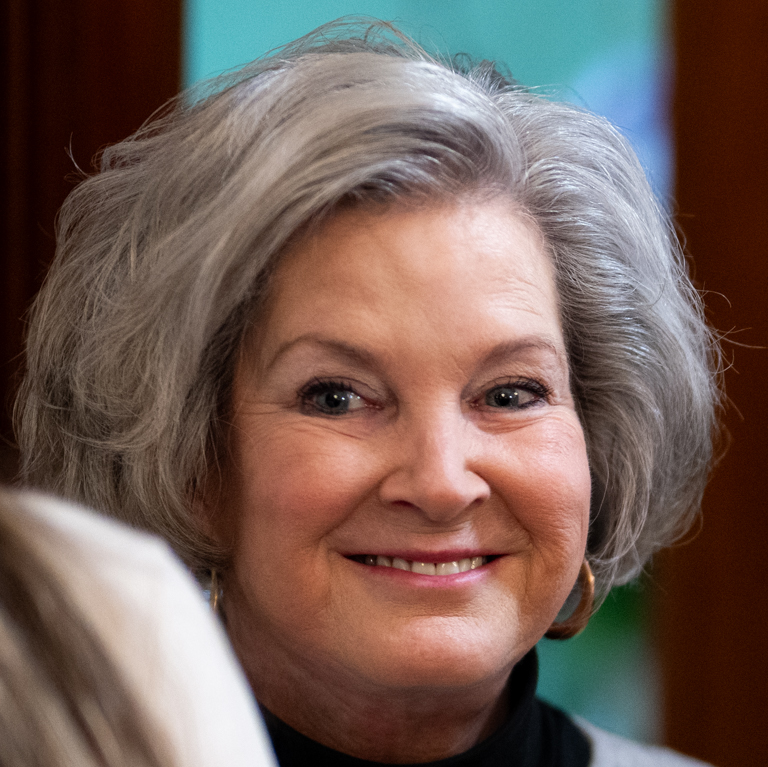
Susie Wiles (* 1957)

### Wilew
- Wilewski, Jacek (* 1952), polnisch-schweizerischer Künstler

### Wiley
- Wiley (* 1979), britischer Rapper und Musikproduzent
- Wiley, Alan (* 1960), englischer Fußballschiedsrichter
- Wiley, Alexander (1884–1967), US-amerikanischer Politiker
- Wiley, Ariosto A. (1848–1908), US-amerikanischer Rechtsanwalt, Richter und Politiker
- Wiley, Arnold (1898–1964), US-amerikanischer Ragtime- und Blues-Musiker (Piano, Gesang)
- Wiley, Bell Irvin (1906–1980), US-amerikanischer Historiker
- Wiley, Caleb (* 2004), US-amerikanischer Fußballspieler
- Wiley, Carl A. (1918–1985), US-amerikanischer Mathematiker und Ingenieur
- Wiley, Cliff (* 1955), US-amerikanischer Sprinter
- Wiley, David A., US-amerikanischer Medienmanager
- Wiley, Don Craig (1944–2001), US-amerikanischer Mikrobiologe
- Wiley, Edward (1955–1995), britischer Schauspieler und Regisseur
- Wiley, Farida Anna (1887–1986), US-amerikanische Naturforscherin, Lehrerin und Sachbuchautorin
- Wiley, Geeshie, US-amerikanische Blues-Sängerin und Gitarristin
- Wiley, George (1885–1954), US-amerikanischer Radrennfahrer
- Wiley, Harvey W. (1844–1930), amerikanischer Chemiker
- Wiley, James S. (1808–1891), US-amerikanischer Politiker
- Wiley, Jim (1950–2021), kanadischer Eishockeyspieler und -trainer
- Wiley, Joel (* 1935), US-amerikanischer Weitspringer
- Wiley, John M. (1846–1912), US-amerikanischer Politiker
- Wiley, Kehinde (* 1977), US-amerikanischer Maler
- Wiley, Lee (1908–1975), US-amerikanische Jazzsängerin
- Wiley, Michelle, US-amerikanische R&B- und Jazzmusikerin
- Wiley, Mildred (1901–2000), US-amerikanische Hochspringerin
- Wiley, Mindi (* 1988), US-amerikanische Volleyballspielerin
- Wiley, Oliver C. (1851–1917), US-amerikanischer Geschäftsmann und Politiker
- Wiley, Peter (* 1955), US-amerikanischer Cellist, Kammermusiker und Musikpädagoge
- Wiley, Robert Calvin (1907–1944), US-amerikanischer Offizier und Lehrer
- Wiley, Samira (* 1987), US-amerikanische Schauspielerin und ModelSamira Wiley (* 1987)

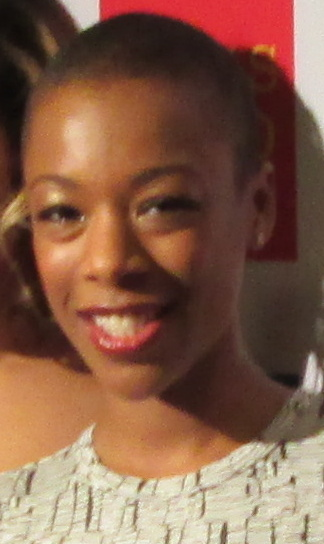
Samira Wiley (* 1987)

- Wiley, Tess (* 1974), amerikanische Musikerin und Komponistin
- Wiley, William (1937–2021), US-amerikanischer Maler und Konzeptkünstler
- Wiley, William H. (1842–1925), US-amerikanischer Politiker